# Espiga

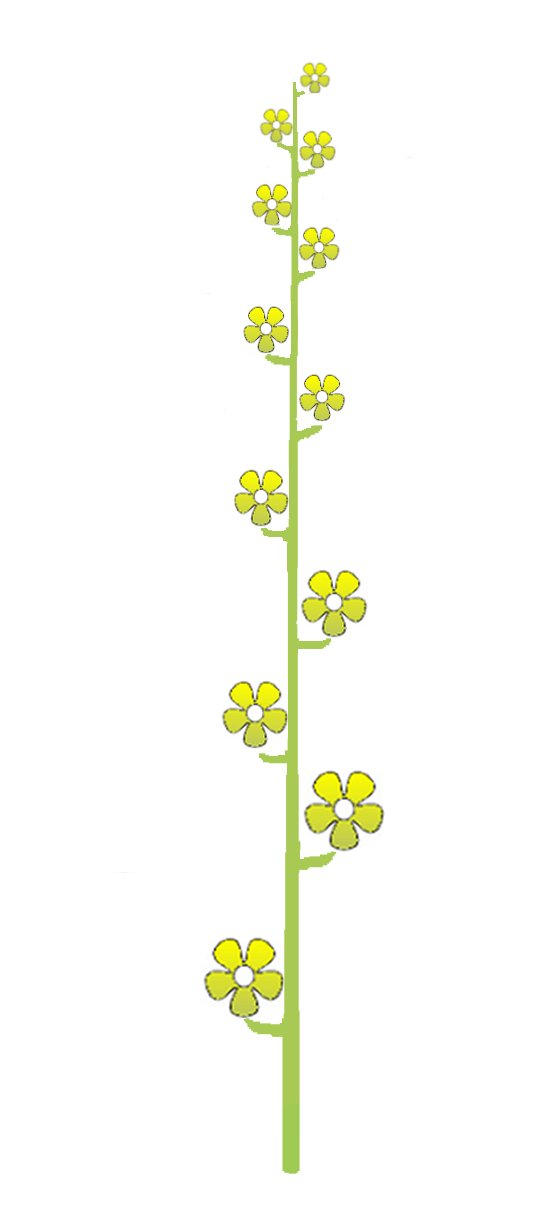
Esquema general de una espiga.

Una espiga es un tipo de moi inflorescencia racimosa en la cual el eje o raquis es alargado y las flores son sésiles; ubicándose las flores más jóvenes en el ápice del mismo. 
Ejemplos de especies que tienen inflorescencias en espiga son el llantén (Plantago), el ananá o piña (Ananas) y el gladiolo (Gladiolus). 
Según la forma y tamaño del raquis se pueden distinguir varios tipos diferentes de espigas. Así, en Ananas, la espiga es oblonga y la yema terminal es vegetativa. En Plantago, la espiga es cilíndrica y en Gladiolus es dística.

## La espiguilla

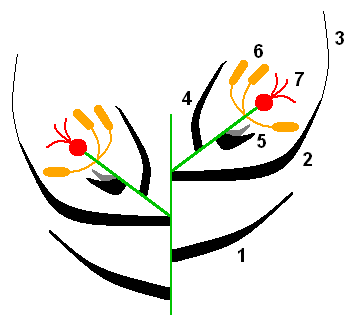
Esquema de una espiguilla: 1. Glumas; 2: Lemma; 3: Arista; 4: Pálea; 5: Lodículas; 6: Androceo; 7: Gineceo.

Entre las gramíneas (Poaceae) y las ciperáceas (Cyperaceae), la inflorescencia elemental es una pequeña espiga formada por una o más flores sentadas o sésiles sobre un raquis articulado, a menudo brevísimo, llamado raquilla y protegida por brácteas estériles denominadas glumas. Ese tipo de inflorescencia recibe el nombre de espiguilla. 
Las flores pueden ser hermafroditas o unisexuales y presentan un perianto rudimentario de 2 o 3 piezas, las lodículas o glumélulas. Estas lodículas son las que al ponerse turgentes determinan la apertura del antecio o casilla floral durante la floración, permitiendo que se expongan los estigmas plumosos y los estambres. Los antecios están formados por la lemma, adherida a la raquilla, y la pálea insertada sobre el eje floral que nace sobre la raquilla en la axila de la lemma y soporta a los órganos florales propiamente dichos. La lemma (o glumela inferior) tiene forma de quilla, puede ser mútica o aristada, y abraza a la palea con sus bordes. La arista nace en la extremidad de la lemma o en su dorso. La pálea o glumela superior es lanceolada, binervada y es como una tapa que encierra a la flor. Las glumas están insertadas sobre la raquilla, una más abajo que la otra.

## Simbología
La espiga es ordinariamente usada como símbolo de abundancia, o de culto a la diosa Ceres por ser ella, según la mitología, la inventora del modo de sembrar y recoger el trigo y granos, en que tuvo a Triptólemo por alumno. De lo primero son ejemplo muchas medallas, en que se ve una sola espiga, como sucede en las de Artaclia , Bailo, Butroto, Camaloduno, Gades T Hipa, Ituci, Lelia, Metaponte, Panormo, Segóbriga y Traducía ; en una de la familia Licinia; en sicilianas de Pirro y en egipcias de Augusto y Nerón. Lo mismo significa una corona de espigas, que ofrecen las medallas de Entella, Eresos, Nisa en Siria y Siracusa y otras de las familias Jimia y Musidia y de Lisimaco, rey de Tracia.
Por esta misma razón son las espigas símbolo de varias provincias y ciudades abundantes de mieses, como son África, Antioquía en Siria, Alalia, Carras, Cesarea en Palestina, Cízico, Edesa en Mesopotamia, España, Filipópolis en Tracia, Germanicia, Italia, Nesibis, Nicea, Nicomedia, Ptolemaida, Resena, Sarnosata, Sicilia, Side, Silio, Singara, Tarso, Tavio y Tiana en cuyas medallas por lo común se ve una mujer coronada de torres y sentada en rocas con espigas en la D. significando el genio de la ciudad y que produce muchas mieses.

## Galería

Esquema de una espiga oblonga
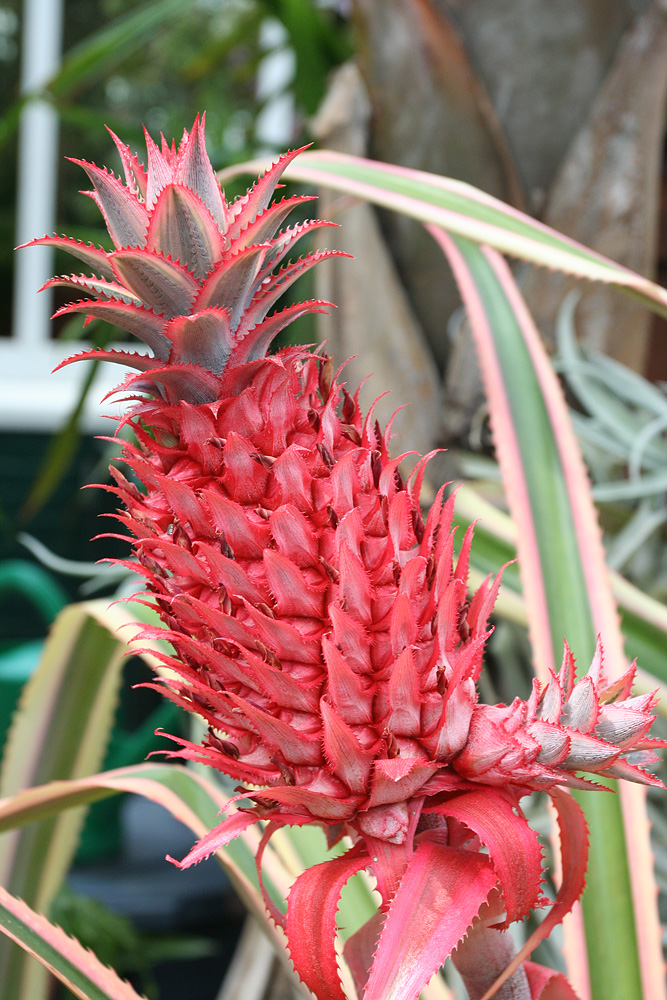
Espiga oblonga en Ananas
Esquema de una espiga cilíndrica
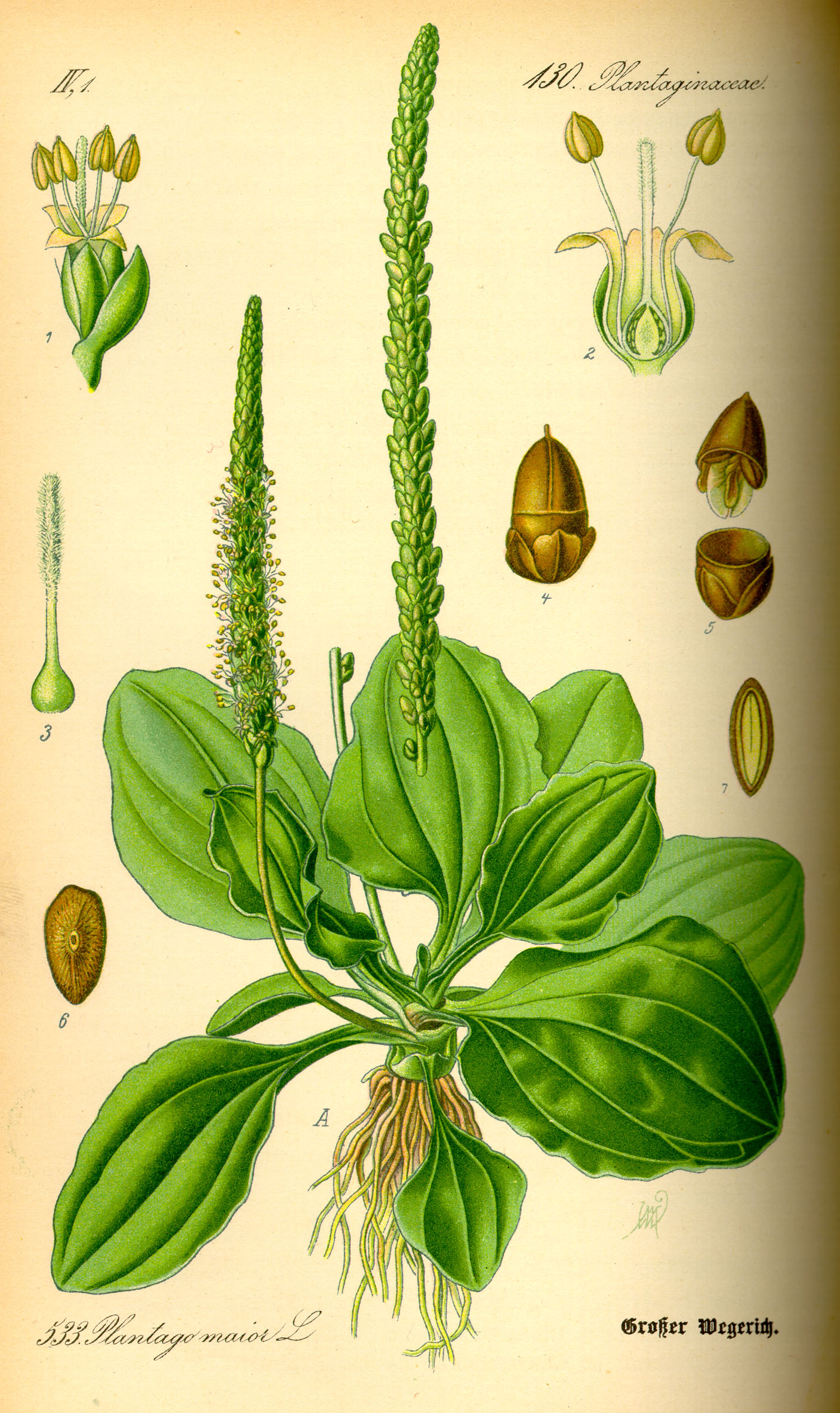
Ilustración de una espiga cilíndrica en Plantago major
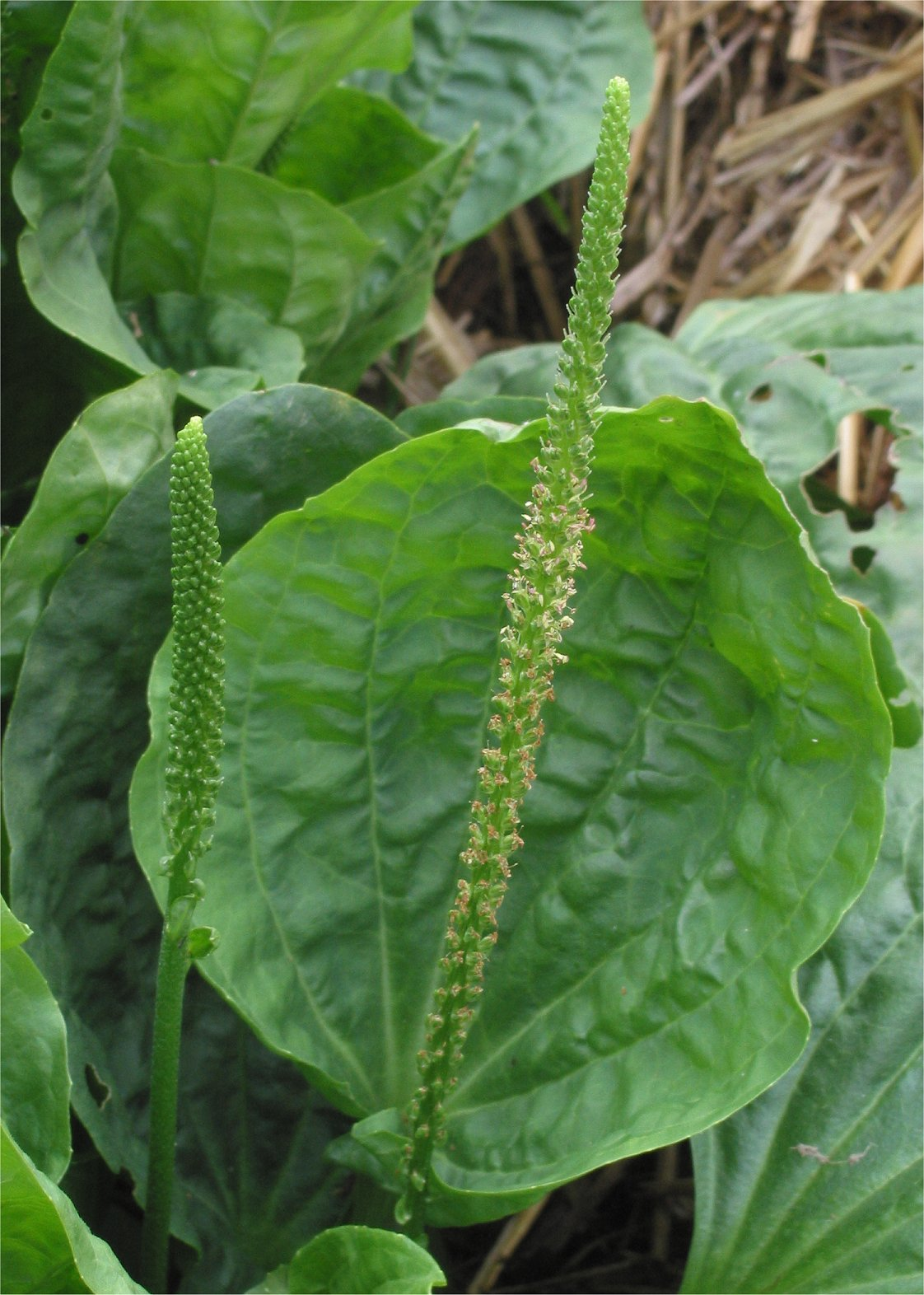
Espiga cilíndrica en Plantago major
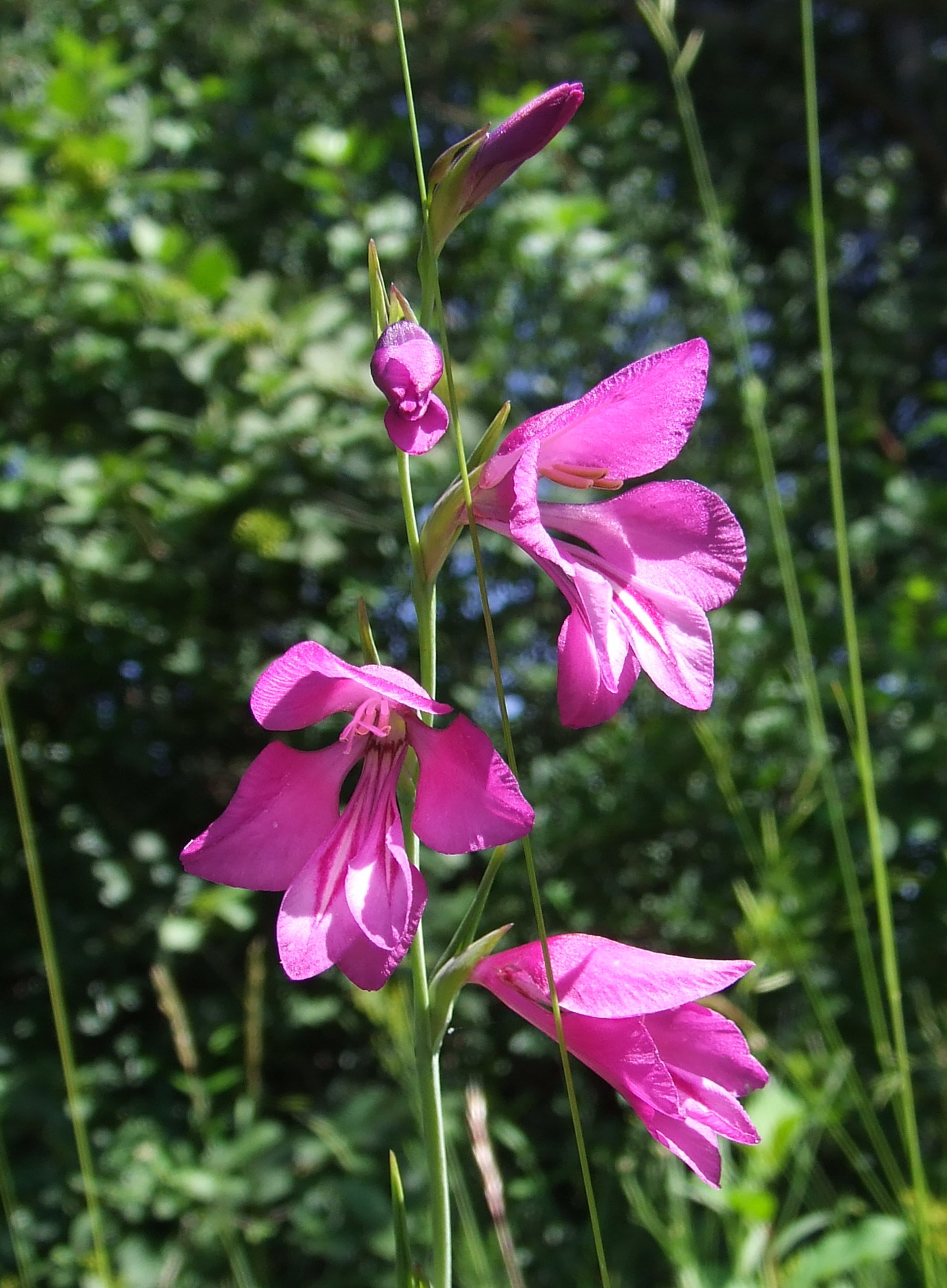
Espiga de Gladiolus palustris
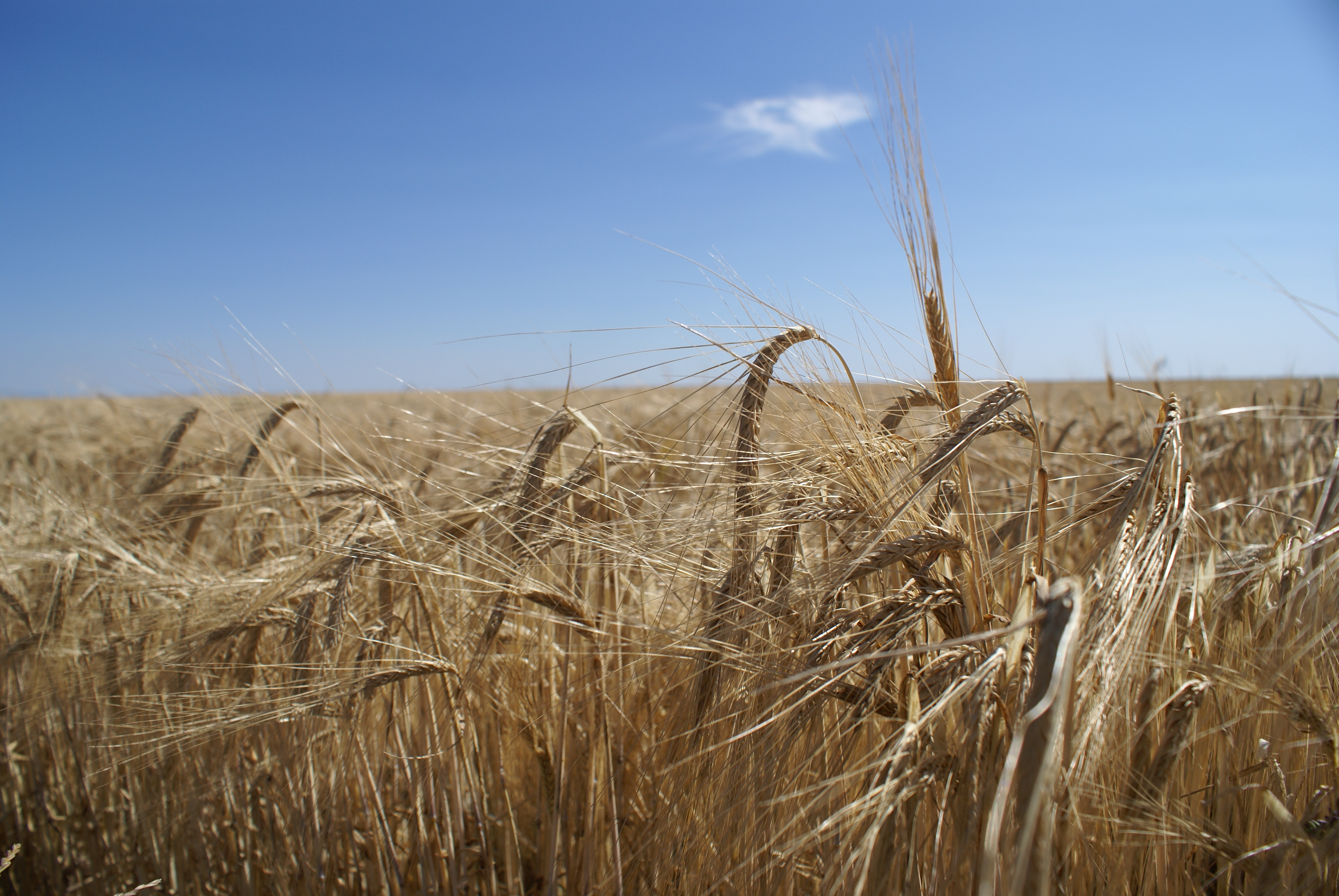
Espiga de espiguillas, una inflorescencia típica de muchas gramíneas, como la cebada que se muestra en la imagen.
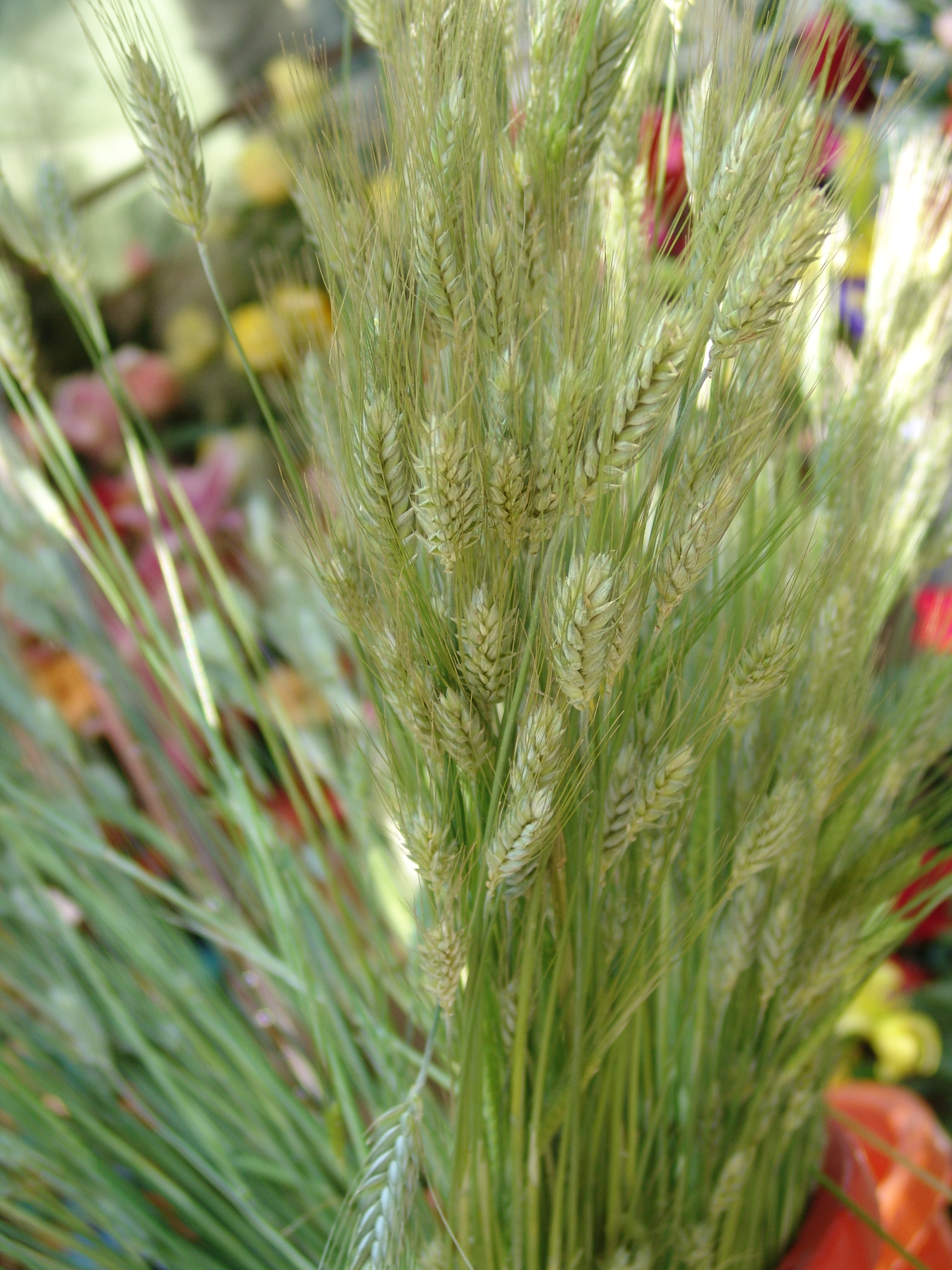
Ramo de espigas para el Día de San Jorge en Barcelona